# 施瓦茨山脈
67°8′S 55°38′E / 67.133°S 55.633°E
施瓦茨山脈是南極洲的山脈，位於恩德比地，處於愛德華八世灣西南面17英里，由法國氣象學家命名，現時由南極條約體系管理。